# Auzas
Auzas (prononcé [ozas] ; Auzás en occitan) est une commune française située dans l'ouest du département de la Haute-Garonne en région Occitanie. Sur le plan historique et culturel, la commune fait partie du pays de Comminges, correspondant à l’ancien comté de Comminges, circonscription de la province de Gascogne située sur les départements actuels du Gers, de la Haute-Garonne, des Hautes-Pyrénées et de l'Ariège.
Exposée à un climat océanique altéré, elle est drainée par la Noue et par divers autres petits cours d'eau. La commune possède un patrimoine naturel remarquable composé de trois zones naturelles d'intérêt écologique, faunistique et floristique.
Auzas est une commune rurale qui compte 222 habitants en 2022, après avoir connu un pic de population de 764 habitants en 1831. Ses habitants sont appelés les Auzasiens ou  Auzasiennes.

## Géographie

### Localisation

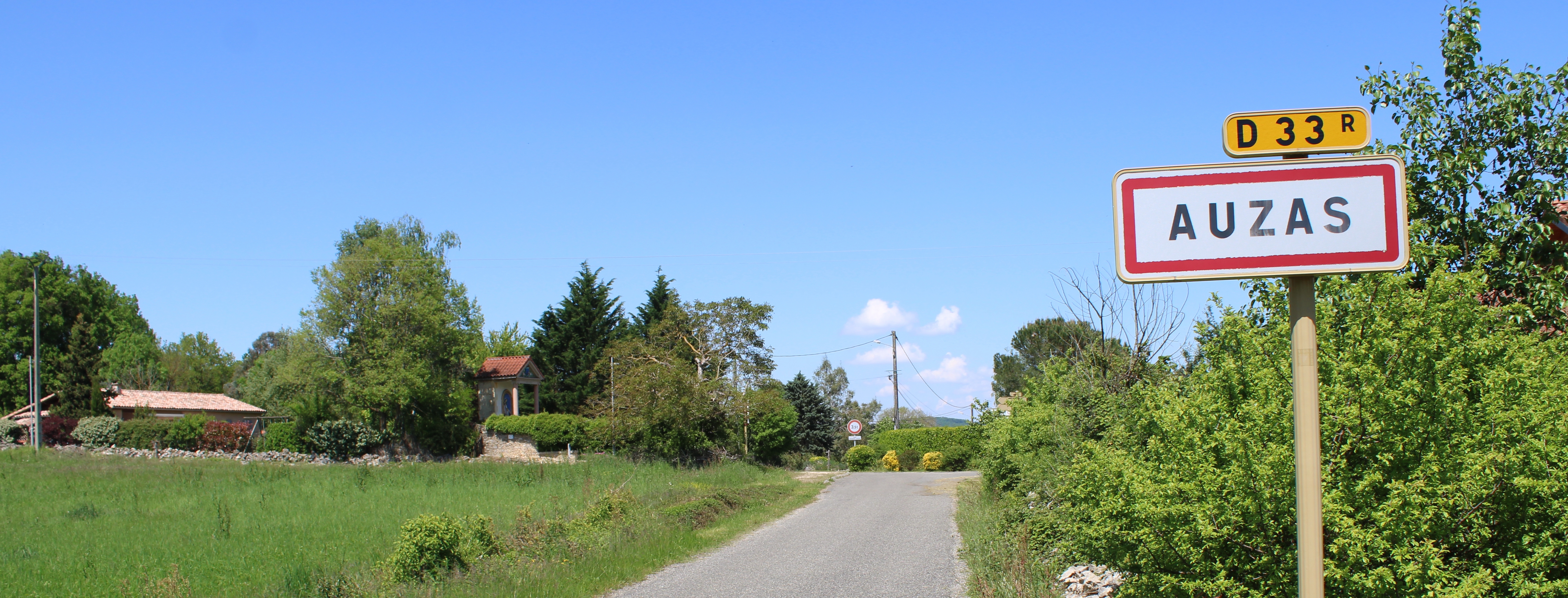
Entrée de la commune.

La commune d'Auzas se trouve dans le département de la Haute-Garonne, en région Occitanie.
Elle se situe à 66 km à vol d'oiseau de Toulouse, préfecture du département, à 15 km de Saint-Gaudens, sous-préfecture, et à 48 km de Bagnères-de-Luchon, bureau centralisateur du canton de Bagnères-de-Luchon dont dépend la commune depuis 2015 pour les élections départementales.
La commune fait en outre partie du bassin de vie de Salies-du-Salat.
Les communes les plus proches sont : 
Laffite-Toupière (1,9 km), Proupiary (2,0 km), Bouzin (2,5 km), Cazeneuve-Montaut (2,6 km), Arnaud-Guilhem (3,2 km), Saint-Élix-Séglan (3,8 km), Sepx (3,9 km), Castillon-de-Saint-Martory (4,4 km).
Sur le plan historique et culturel, Auzas fait partie du pays de Comminges, correspondant à l’ancien comté de Comminges, circonscription de la province de Gascogne située sur les départements actuels du Gers, de la Haute-Garonne, des Hautes-Pyrénées et de l'Ariège.
Auzas est limitrophe de huit autres communes.
Les communes limitrophes sont  Arnaud-Guilhem, Aurignac, Bouzin, Cazeneuve-Montaut, Laffite-Toupière, Le Fréchet, Mancioux et Proupiary.
| Cazeneuve-Montaut | Bouzin           | Aurignac   |
| Proupiary         | Auzas            | Le Fréchet |
| Arnaud-Guilhem    | Laffite-Toupière | Mancioux   |

Cette commune est située dans le Comminges, à 15 km au nord-est de Saint-Gaudens.

### Géologie et relief
La superficie de la commune est de 789 hectares ; son altitude varie de 288  à   474 mètres.

### Hydrographie

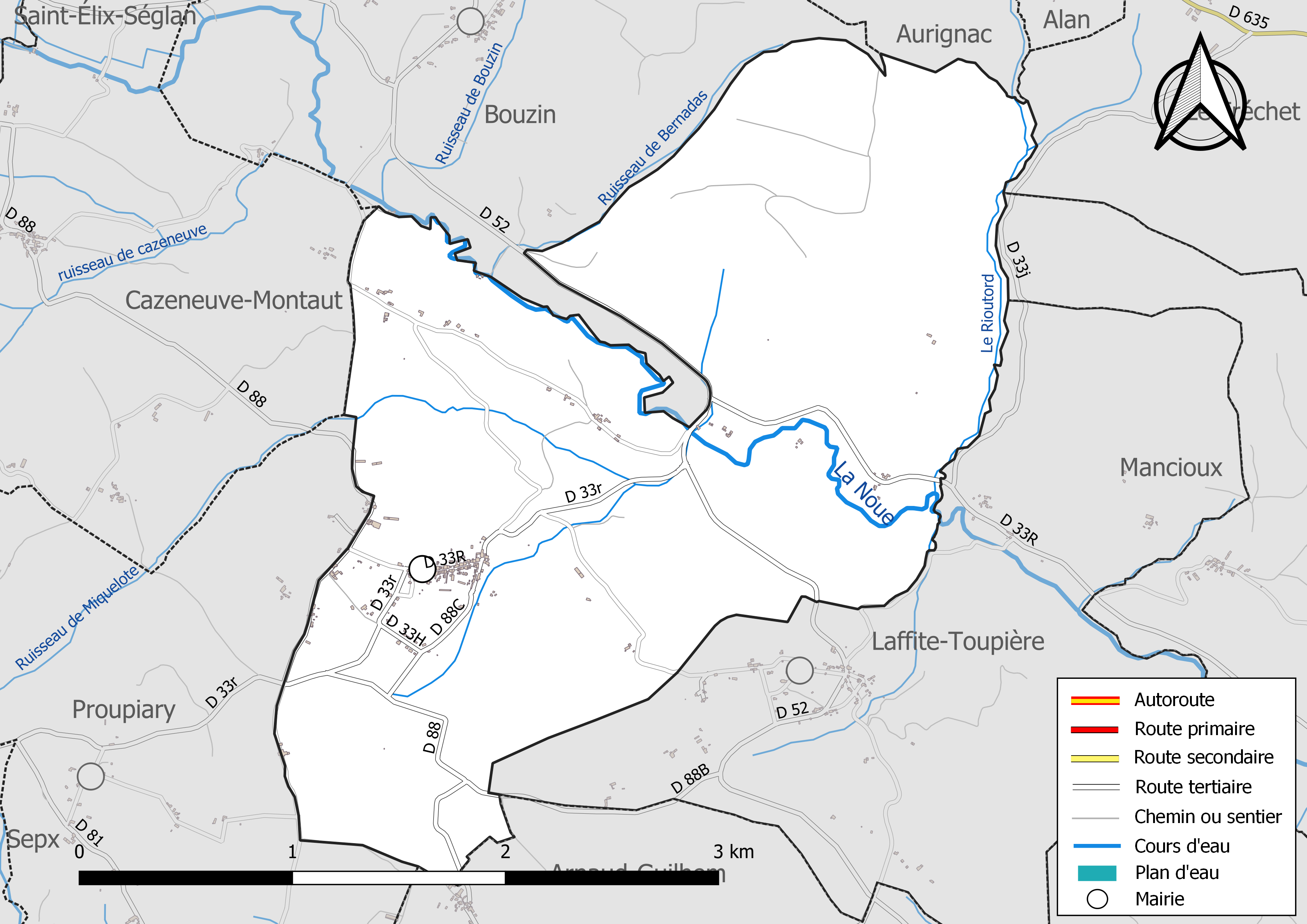
Réseaux hydrographique et routier d'Auzas.

La commune est dans le bassin de la Garonne, au sein du bassin hydrographique Adour-Garonne. Elle est drainée par la Noue, le Rioutord, le ruisseau de Bernadas, le ruisseau de Miquelote et par divers petits cours d'eau, constituant un réseau hydrographique de 11 km de longueur totale,.
La Noue, d'une longueur totale de 44,2 km, prend sa source dans la commune de Franquevielle et s'écoule d'ouest en est. Il traverse la commune et se jette dans la Garonne à Mancioux, après avoir traversé 17 communes.

### Climat
Pour des articles plus généraux, voir Climat de l'Occitanie et Climat de la Haute-Garonne.
En 2010, le climat de la commune est de type climat océanique altéré, selon une étude s'appuyant sur une série de données couvrant la période 1971-2000. En 2020, Météo-France publie une typologie des climats de la France métropolitaine dans laquelle la commune est dans une zone de transition entre le climat océanique altéré et le climat de montagne ou de marges de montagne et est dans la région climatique Pyrénées centrales, caractérisée par une pluviométrie annuelle de 1 000 à 1 200 mm.
Pour la période 1971-2000, la température annuelle moyenne est de 12,3 °C, avec une amplitude thermique annuelle de 14,6 °C. Le cumul annuel moyen de précipitations est de 914 mm, avec 9,2 jours de précipitations en janvier et 6,9 jours en juillet. Pour la période 1991-2020, la température moyenne annuelle observée sur la station météorologique la plus proche, située sur la commune de Palaminy à 16 km à vol d'oiseau, est de 13,2 °C et le cumul annuel moyen de précipitations est de 715,2 mm,. Pour l'avenir, les paramètres climatiques de la commune estimés pour 2050 selon différents scénarios d'émission de gaz à effet de serre sont consultables sur un site dédié publié par Météo-France en novembre 2022.

### Milieux naturels et biodiversité

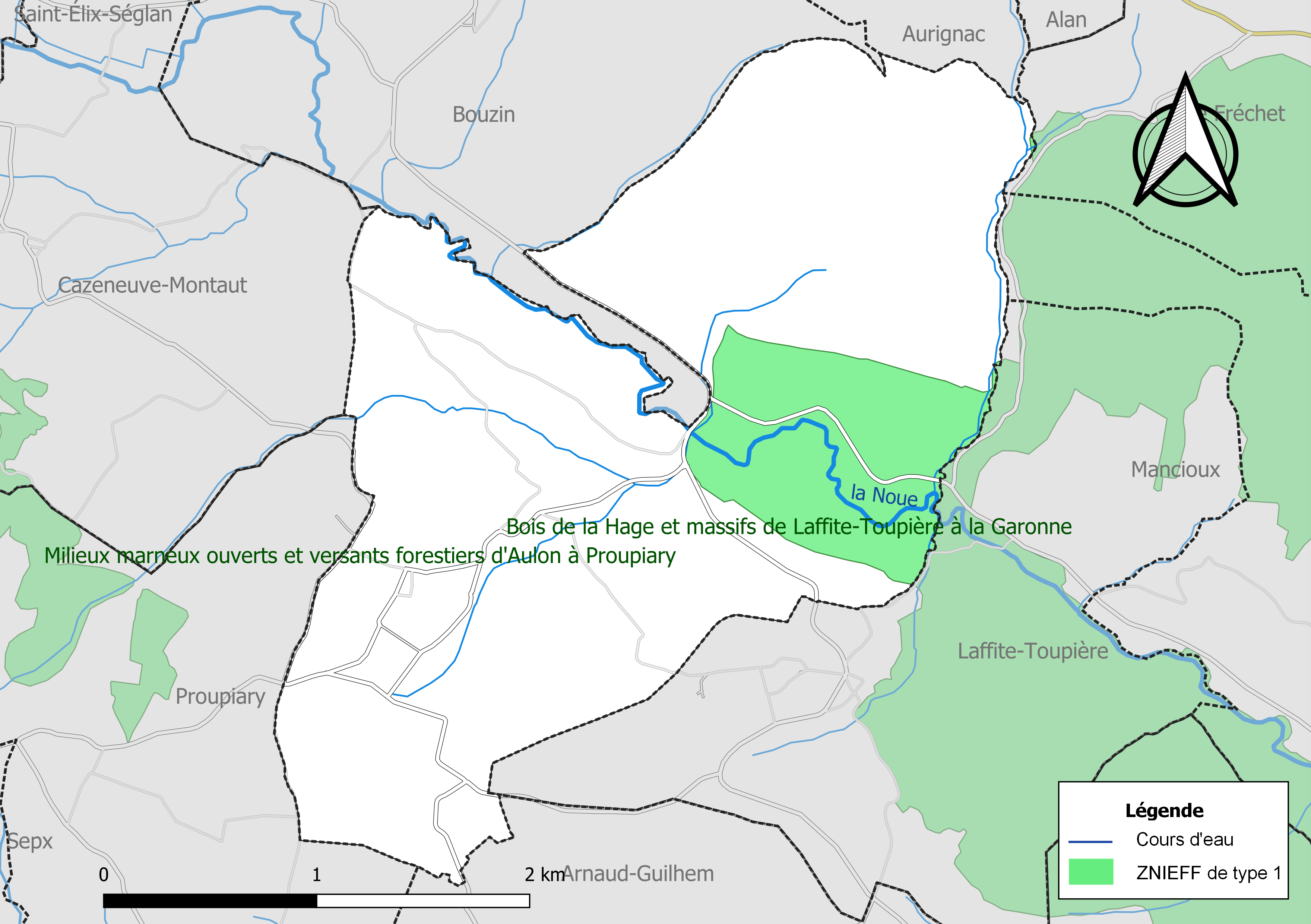
Carte de la ZNIEFF de type 1 localisée sur la commune.

L’inventaire des zones naturelles d'intérêt écologique, faunistique et floristique (ZNIEFF) a pour objectif de réaliser une couverture des zones les plus intéressantes sur le plan écologique, essentiellement dans la perspective d’améliorer la connaissance du patrimoine naturel national et de fournir aux différents décideurs un outil d’aide à la prise en compte de l’environnement dans l’aménagement du territoire.
Une ZNIEFF de type 1 est recensée sur la commune :
les « bois de la Hage et massifs de Laffite-Toupière à la Garonne » (1 069 ha), couvrant 8 communes du département et deux ZNIEFF de type 2, : 
- les « affleurements calcaréo-marneux des coteaux du Saint-Gaudinois » (4 492 ha), couvrant 14 communes du département[19] ;
- les « Petites Pyrénées en rive gauche de la Garonne » (3 525 ha), couvrant 12 communes du département[20].

## Urbanisme

### Typologie
Au 1er janvier 2024, Auzas est catégorisée commune rurale à habitat dispersé, selon la nouvelle grille communale de densité à sept niveaux définie par l'Insee en 2022.
Elle est située hors unité urbaine et hors attraction des villes,.

### Occupation des sols
L'occupation des sols de la commune, telle qu'elle ressort de la base de données européenne d’occupation biophysique des sols Corine Land Cover (CLC), est marquée par l'importance des territoires agricoles (67,8 % en 2018), en diminution par rapport à 1990 (69,9 %). La répartition détaillée en 2018 est la suivante : 
zones agricoles hétérogènes (34,8 %), prairies (33 %), forêts (32,2 %). L'évolution de l’occupation des sols de la commune et de ses infrastructures peut être observée sur les différentes représentations cartographiques du territoire : la carte de Cassini (XVIIIe siècle), la carte d'état-major (1820-1866) et les cartes ou photos aériennes de l'IGN pour la période actuelle (1950 à aujourd'hui).

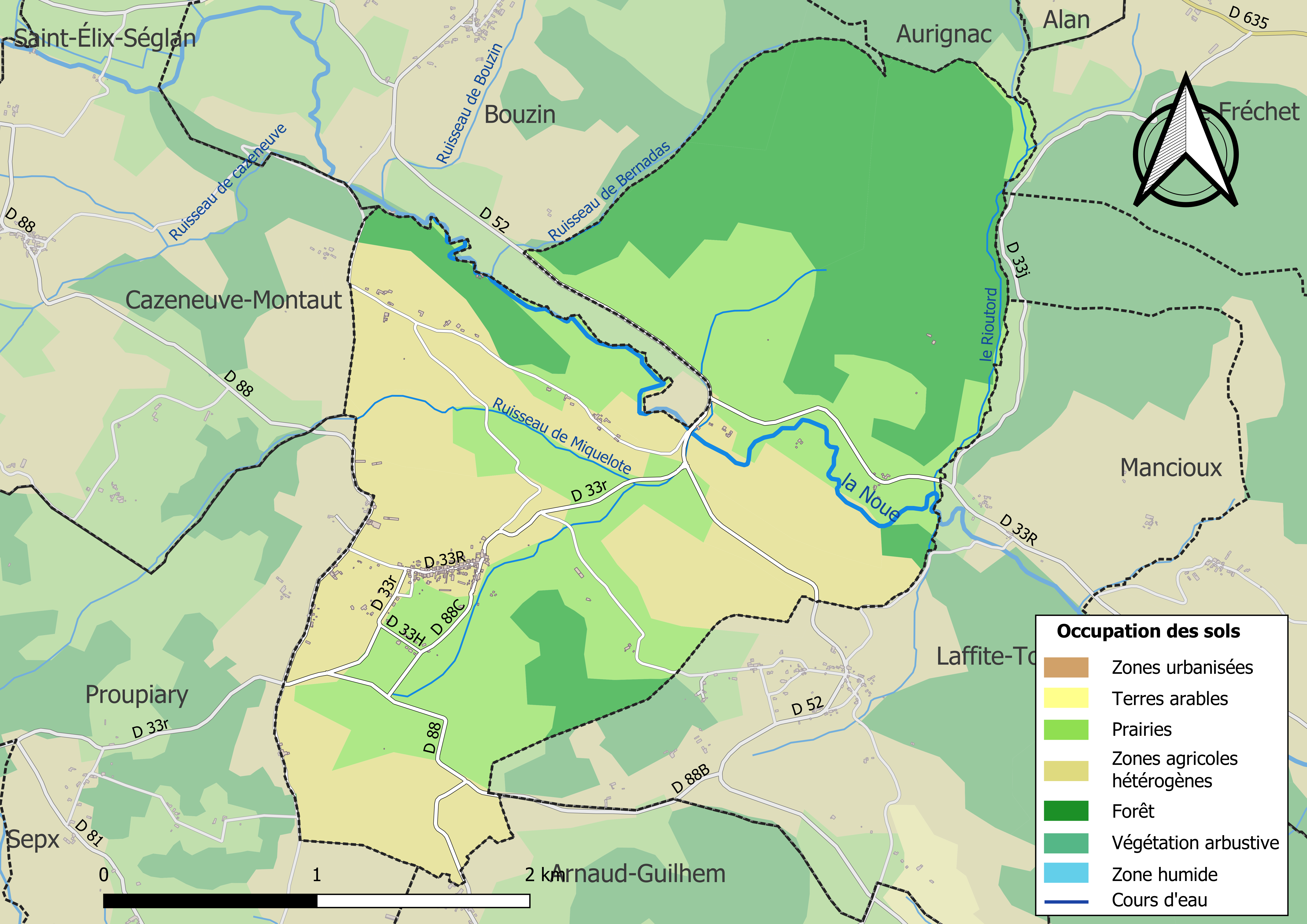
Carte des infrastructures et de l'occupation des sols de la commune en 2018 (CLC).

### Voies de communication et transports
Accès avec la ligne régulière de transport interurbain du réseau Arc-en-ciel (anciennement SEMVAT).

### Risques majeurs
Le territoire de la commune d'Auzas est vulnérable à différents aléas naturels : météorologiques (tempête, orage, neige, grand froid, canicule ou sécheresse), inondations, feux de forêts et séisme (sismicité faible). Un site publié par le BRGM permet d'évaluer simplement et rapidement les risques d'un bien localisé soit par son adresse soit par le numéro de sa parcelle.
Certaines parties du territoire communal sont susceptibles d’être affectées par le risque d’inondation par débordement de cours d'eau, notamment le Noue. La commune a été reconnue en état de catastrophe naturelle au titre des dommages causés par les inondations et coulées de boue survenues en 1982, 1999 et 2009,.
Un plan départemental de protection des forêts contre les incendies a été approuvé par arrêté préfectoral du 25 septembre 2006. Auzas est exposée au risque de feu de forêt du fait de la présence sur son territoire du massif des Petites Pyrénées. Il est ainsi défendu aux propriétaires de la commune et à leurs ayants droit de porter ou d’allumer du feu dans l'intérieur et à une distance de 200 mètres des bois, forêts, plantations, reboisements ainsi que des landes. L’écobuage est également interdit, ainsi que les feux de type méchouis et barbecues, à l’exception de ceux prévus dans des installations fixes (non situées sous couvert d'arbres) constituant une dépendance d'habitation,

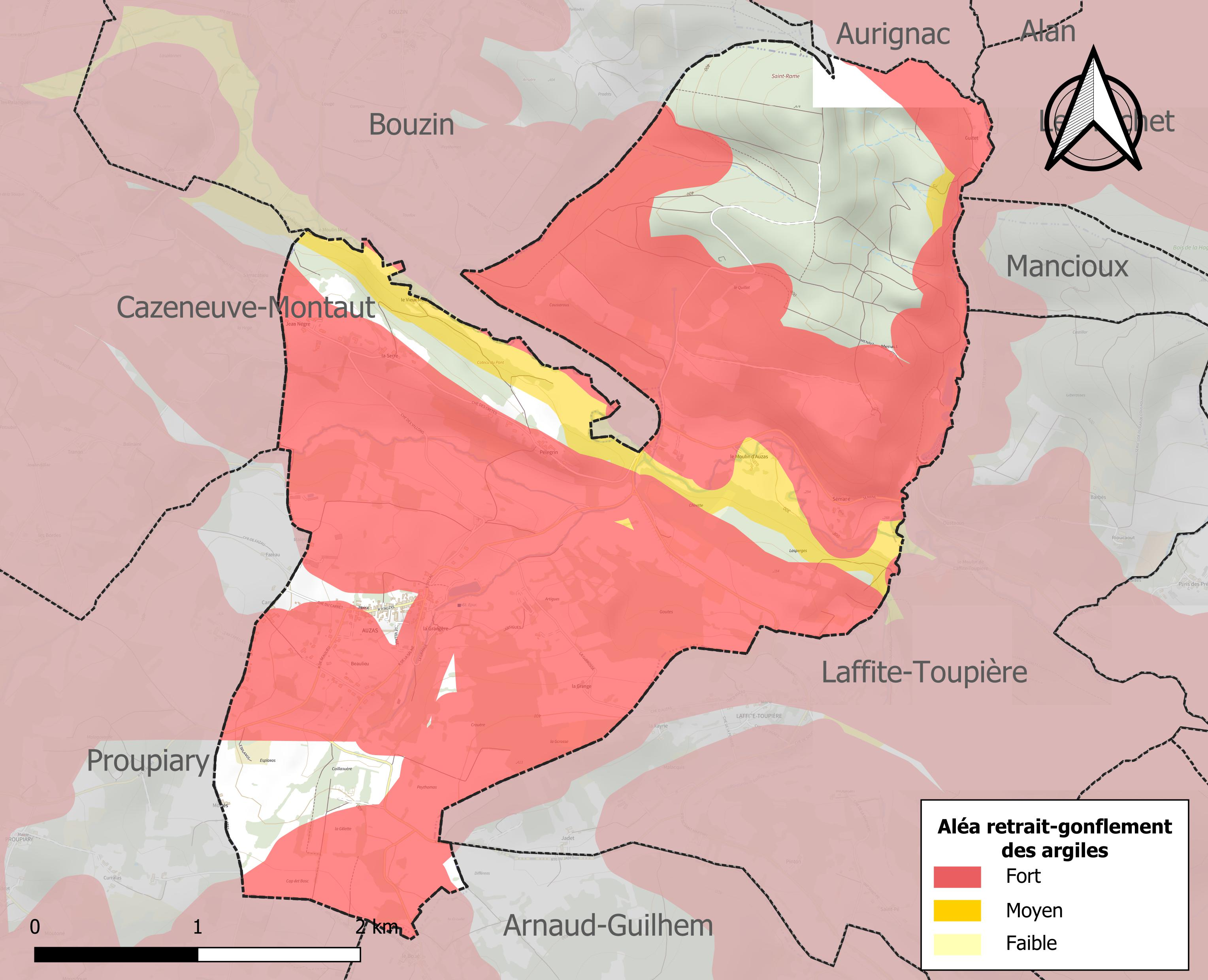
Carte des zones d'aléa retrait-gonflement des sols argileux d'Auzas.

Le retrait-gonflement des sols argileux est susceptible d'engendrer des dommages importants aux bâtiments en cas d’alternance de périodes de sécheresse et de pluie. 78,1 % de la superficie communale est en aléa moyen ou fort (88,8 % au niveau départemental et 48,5 % au niveau national). Sur les 120 bâtiments dénombrés sur la commune en 2019, 94 sont en aléa moyen ou fort, soit 78 %, à comparer aux 98 % au niveau départemental et 54 % au niveau national. Une cartographie de l'exposition du territoire national au retrait gonflement des sols argileux est disponible sur le site du BRGM,.
Par ailleurs, afin de mieux appréhender le risque d’affaissement de terrain, l'inventaire national des cavités souterraines permet de localiser celles situées sur la commune.
Concernant les mouvements de terrains, la commune a été reconnue en état de catastrophe naturelle au titre des dommages causés par la sécheresse en 1989 et par des mouvements de terrain en 1999.

## Toponymie
Sans doute d'un nom de domaine gallo-romain, Avitiacum, propriété d'un nommé Avitius.

## Politique et administration

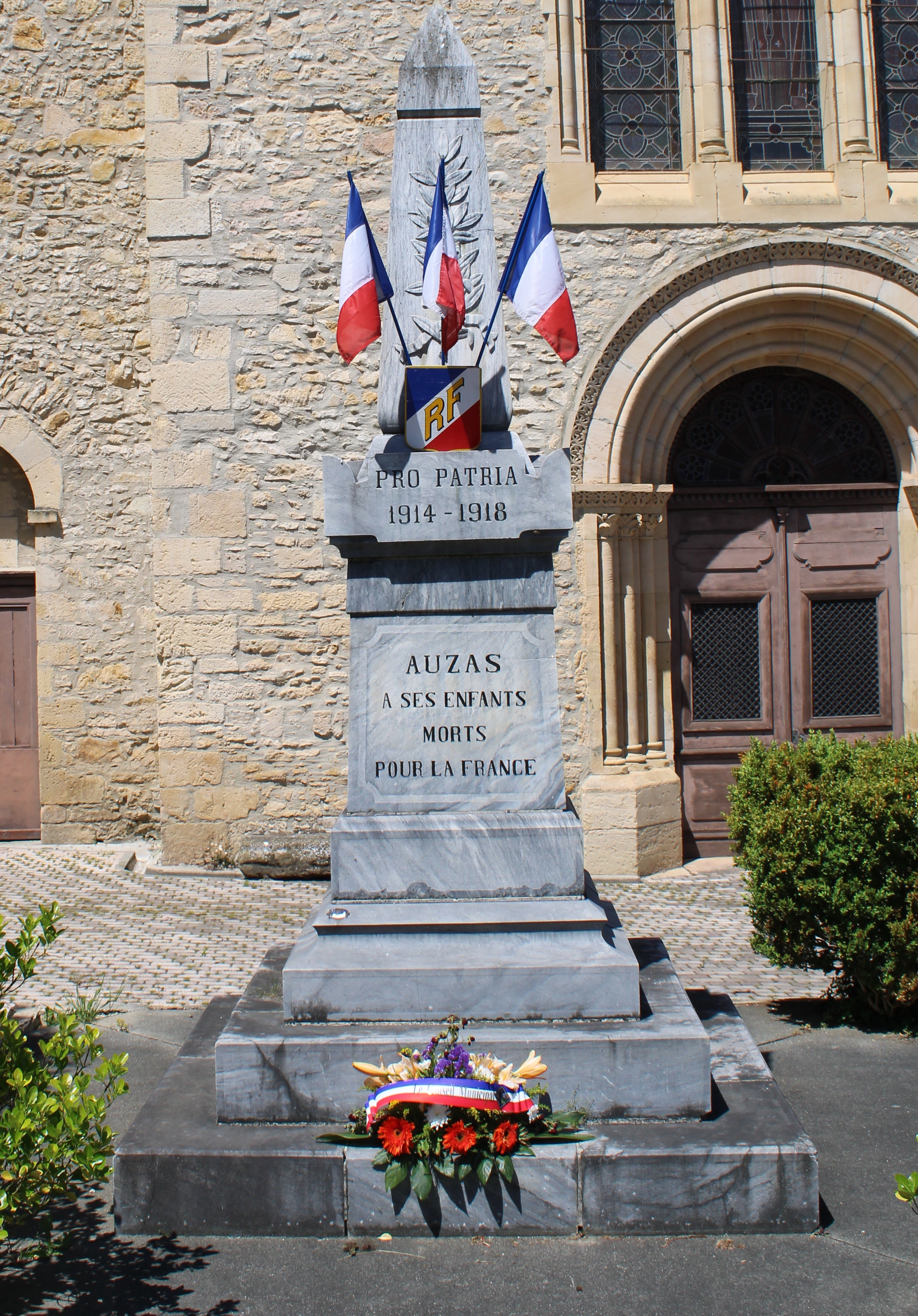
Le monument aux morts.

### Administration municipale
Le nombre d'habitants au recensement de 2011 étant compris entre 100 et 499, le nombre de membres du conseil municipal pour l'élection de 2014 est de onze,.

### Rattachements administratifs et électoraux
Commune faisant partie de la huitième circonscription de la Haute-Garonne, de la communauté de communes Cagire-Garonne-Salat et du canton de Bagnères-de-Luchon (avant le redécoupage départemental de 2014, Auzas faisait partie de l'ex-canton de Saint-Martory et avant le 1er janvier 2017, de la communauté de communes du canton de Saint-Martory).

### Liste des maires
| Période                                  | Période  | Identité          | Étiquette | Qualité |
| ---------------------------------------- | -------- | ----------------- | --------- | ------- |
| Les données manquantes sont à compléter. |          |                   |           |         |
| avant 1981                               | ?        | Louis Chanfreau   | PS        |         |
| juin 1995                                | 2020     | René Savelli      | PS        |         |
| 2020                                     | En cours | Arlette Ballester |           |         |

### Jumelage
Bulgan (Mongolie) depuis 2008.

## Population et société

### Démographie
| 1793 | 1800 | 1806 | 1821 | 1831 | 1836 | 1841 | 1846 | 1851 |
| ---- | ---- | ---- | ---- | ---- | ---- | ---- | ---- | ---- |
| 623  | 622  | 675  | 708  | 764  | 756  | 510  | 672  | 539  |

| 1856 | 1861 | 1866 | 1872 | 1876 | 1881 | 1886 | 1891 | 1896 |
| ---- | ---- | ---- | ---- | ---- | ---- | ---- | ---- | ---- |
| 579  | 548  | 534  | 503  | 522  | 504  | 503  | 502  | 424  |

| 1901 | 1906 | 1911 | 1921 | 1926 | 1931 | 1936 | 1946 | 1954 |
| ---- | ---- | ---- | ---- | ---- | ---- | ---- | ---- | ---- |
| 412  | 401  | 350  | 321  | 309  | 284  | 223  | 210  | 201  |

| 1962 | 1968 | 1975 | 1982 | 1990 | 1999 | 2005 | 2006 | 2010 |
| ---- | ---- | ---- | ---- | ---- | ---- | ---- | ---- | ---- |
| 187  | 179  | 175  | 163  | 142  | 132  | 152  | 159  | 193  |

| 2015 | 2020 | 2022 | - | - | - | - | - | - |
| ---- | ---- | ---- | - | - | - | - | - | - |
| 234  | 227  | 222  | - | - | - | - | - | - |

| selon la population municipale des années : | 1968 | 1975 | 1982 | 1990 | 1999 | 2006 | 2009 | 2013 |
| Rang de la commune dans le département      | 308  | 365  | 353  | 405  | 438  | 414  | 402  | 386  |
| Nombre de communes du département           | 592  | 582  | 586  | 588  | 588  | 588  | 589  | 589  |

### Enseignement
Auzas fait partie de l'académie de Toulouse.

## Économie

### Revenus
En 2018  (données Insee publiées en septembre 2021), la commune compte 94 ménages fiscaux, regroupant 229 personnes. La médiane du revenu disponible par unité de consommation est de 19 780 € (23 140 € dans le département).

### Emploi
|                | 2008  | 2013  | 2018   |
| -------------- | ----- | ----- | ------ |
| Commune        | 6,1 % | 5,9 % | 13,7 % |
| Département    | 7,7 % | 9,6 % | 9,3 %  |
| France entière | 8,3 % | 10 %  | 10 %   |

En 2018, la population âgée de 15 à 64 ans s'élève à 144 personnes, parmi lesquelles on compte 82,7 % d'actifs (69,1 % ayant un emploi et 13,7 % de chômeurs) et 17,3 % d'inactifs,. En  2018, le taux de chômage communal (au sens du recensement) des 15-64 ans est supérieur à celui du département et de la France, alors qu'en 2008 la situation était inverse.
La commune est hors attraction des villes,. Elle compte 15 emplois en 2018, contre 24 en 2013 et 13 en 2008. Le nombre d'actifs ayant un emploi résidant dans la commune est de 104, soit un indicateur de concentration d'emploi de 14,8 % et un taux d'activité parmi les 15 ans ou plus de 61,3 %.
Sur ces 104 actifs de 15 ans ou plus ayant un emploi, 9 travaillent dans la commune, soit 9 % des habitants. Pour se rendre au travail, 89 % des habitants utilisent un véhicule personnel ou de fonction à quatre roues, 9 % les transports en commun et 2 % n'ont pas besoin de transport (travail au domicile).

### Activités hors agriculture
17 établissements sont implantés  à Auzas au 31 décembre 2019.
Le secteur du commerce de gros et de détail, des transports, de l'hébergement et de la restauration est prépondérant sur la commune puisqu'il représente 29,4 % du nombre total d'établissements de la commune (5 sur les 17 entreprises implantées  à Auzas), contre 25,9 % au niveau départemental.

### Agriculture
|               | 1988 | 2000 | 2010 | 2020 |
| ------------- | ---- | ---- | ---- | ---- |
| Exploitations | 11   | 5    | 2    | 5    |
| SAU (ha)      | 316  | 119  | 89   | 100  |

La commune est dans les « Coteaux de Gascogne », une petite région agricole occupant une partie ouest du département de la Haute-Garonne, constitué d'un relief de cuestas et de vallées peu profondes, creusés par les rivières issues du massif pyrénéen, avec une activité de polyculture et d’élevage. En 2020, l'orientation technico-économique de l'agriculture  sur la commune est la combinaisons de granivores (porcins, volailles). Cinq exploitations agricoles ayant leur siège dans la commune sont dénombrées lors du recensement agricole de 2020 (onze en 1988). La superficie agricole utilisée est de 100 ha,,.

## Culture locale et patrimoine

### Lieux et monuments
- Église Saint-Félix[43].

### Galerie

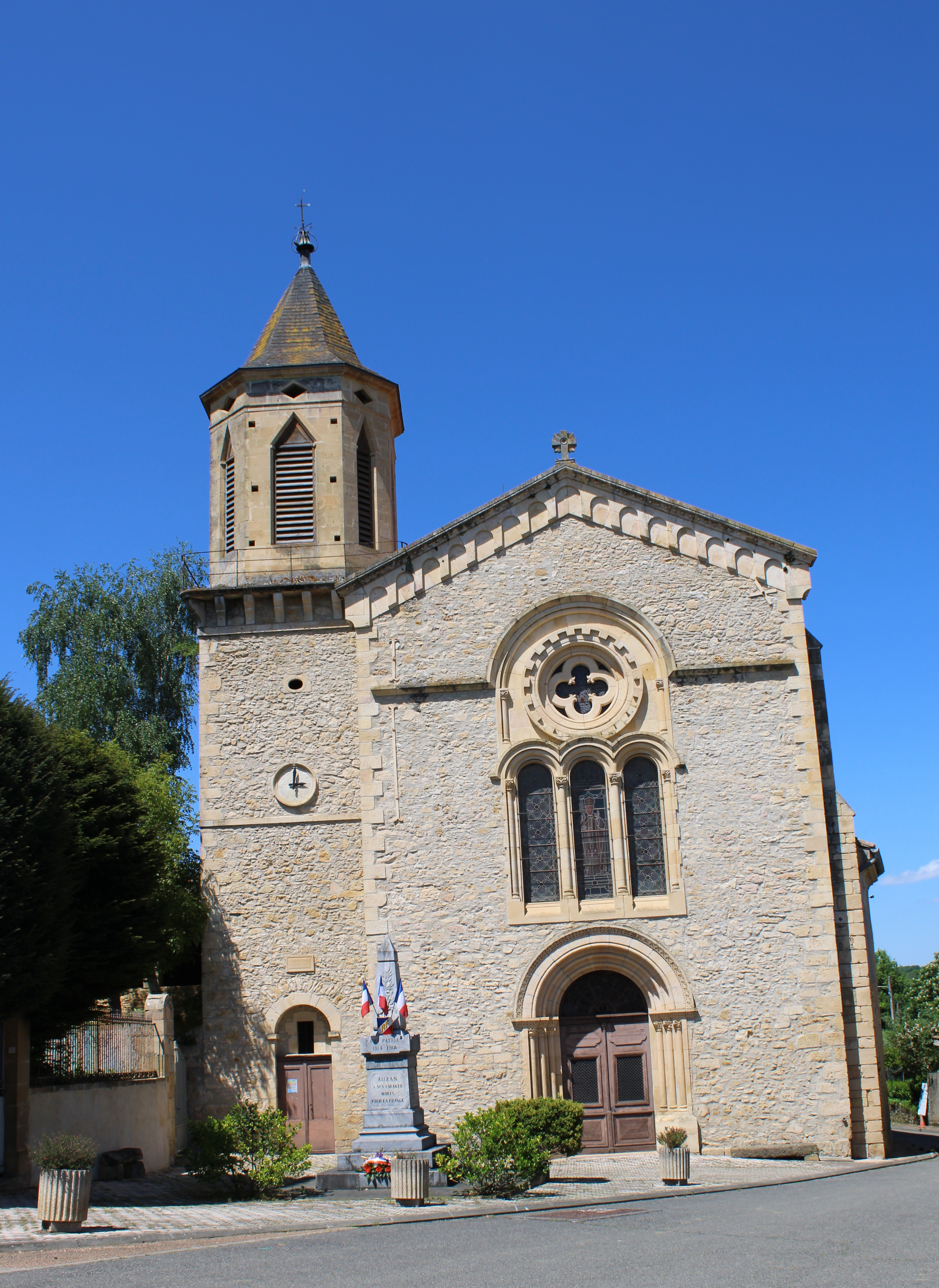
L'église Saint-Félix.
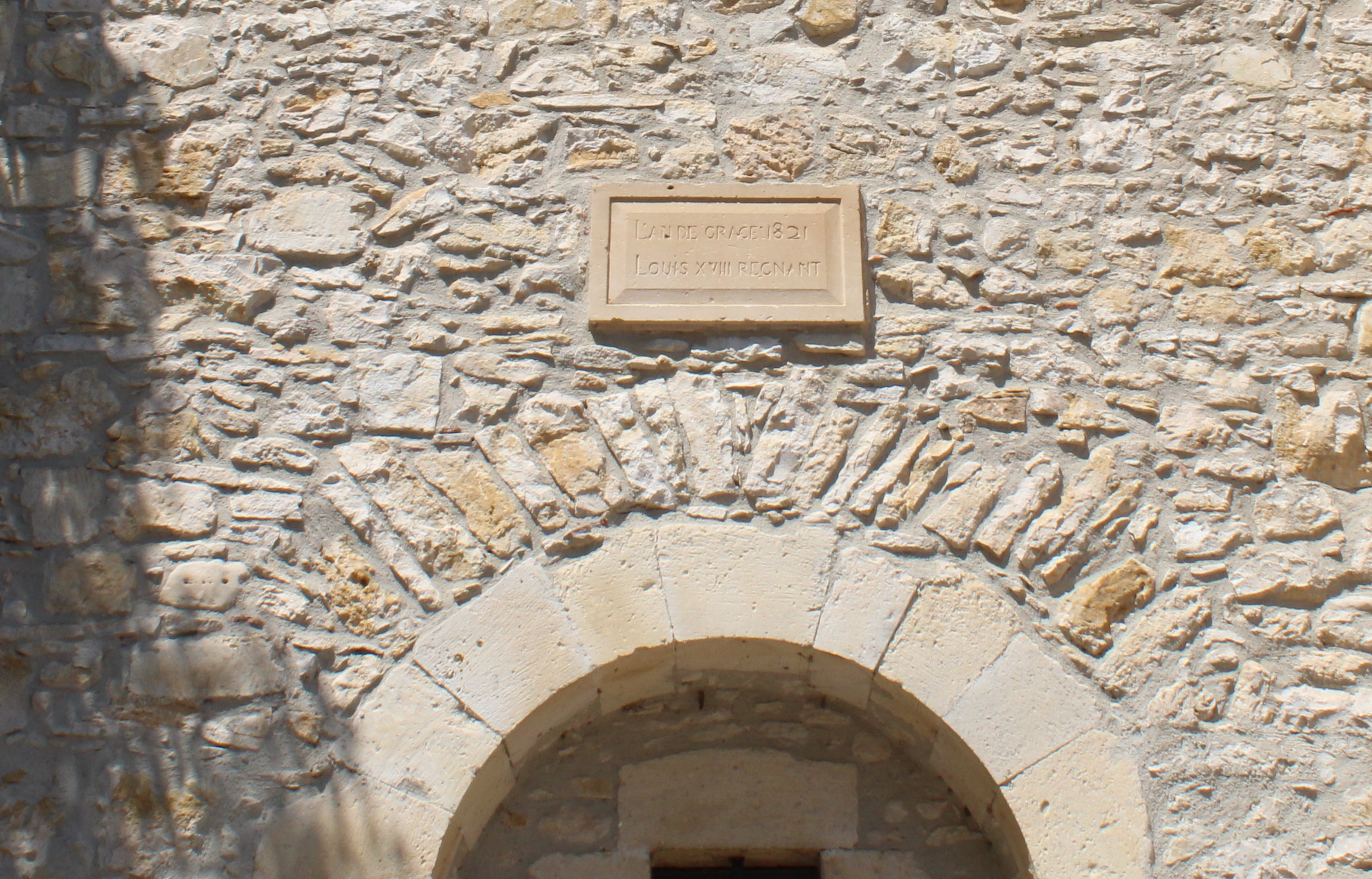
Plaque indiquant la date de restauration de l'église 1821.
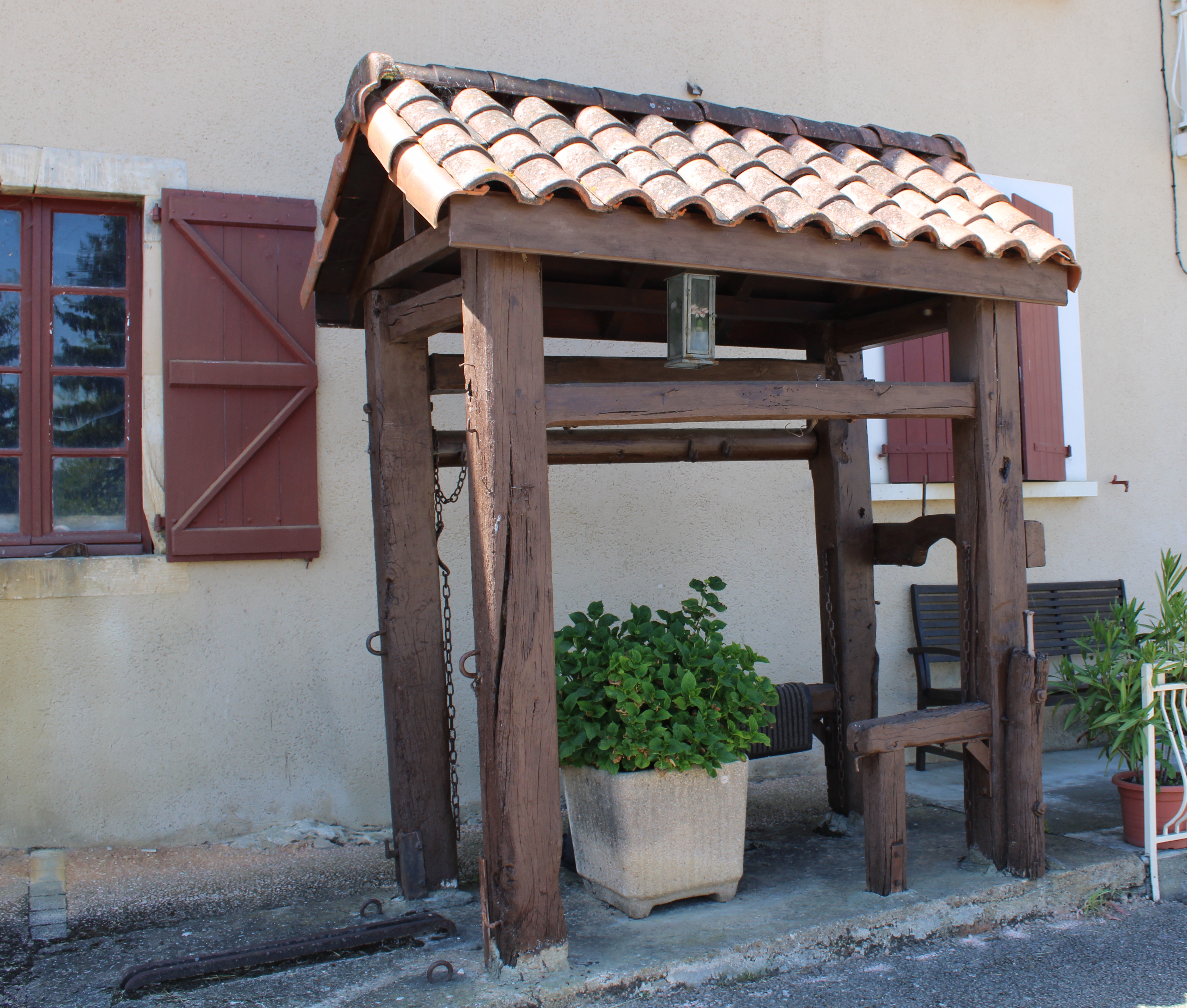
Ancien travail maréchal-ferrant.
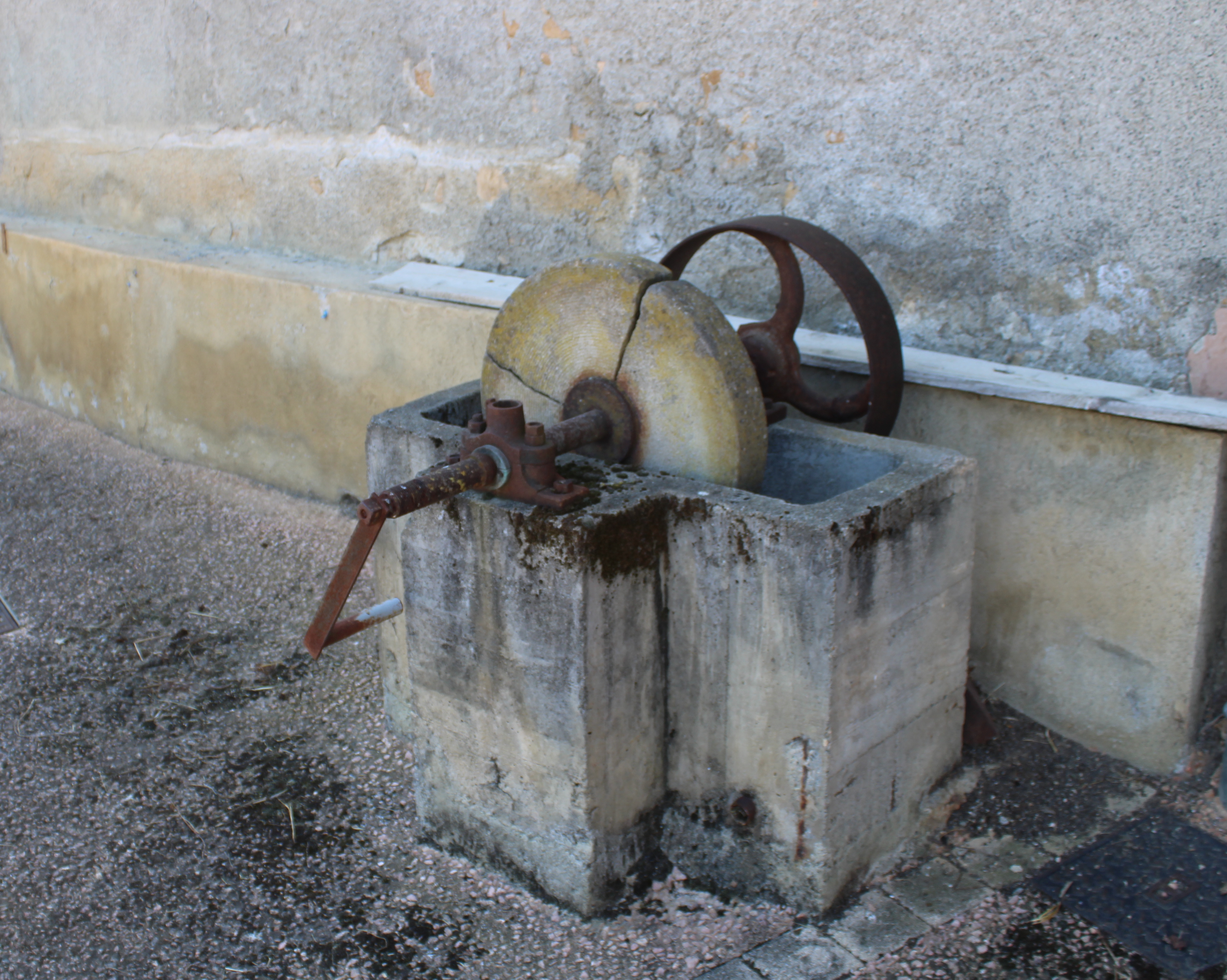
Ancienne meule publique.
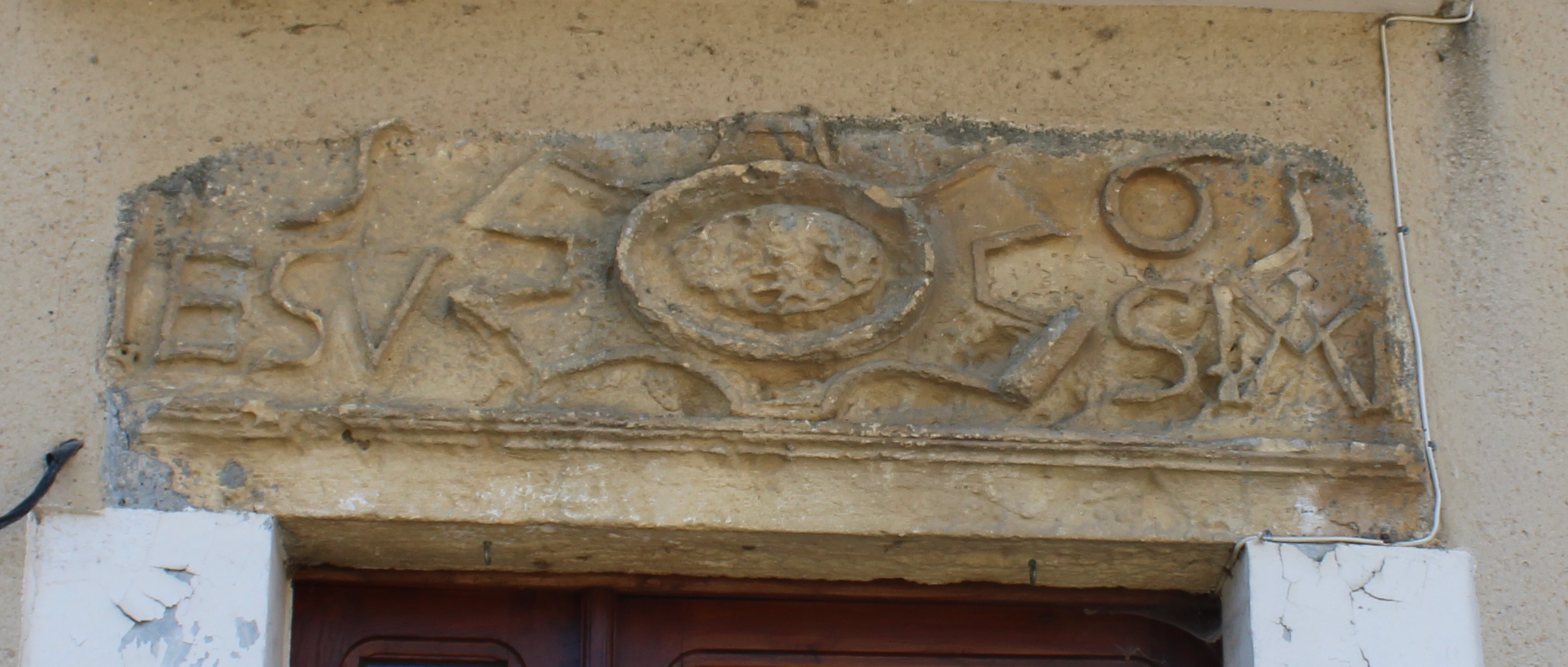
Linteau sculpté date de 1565.
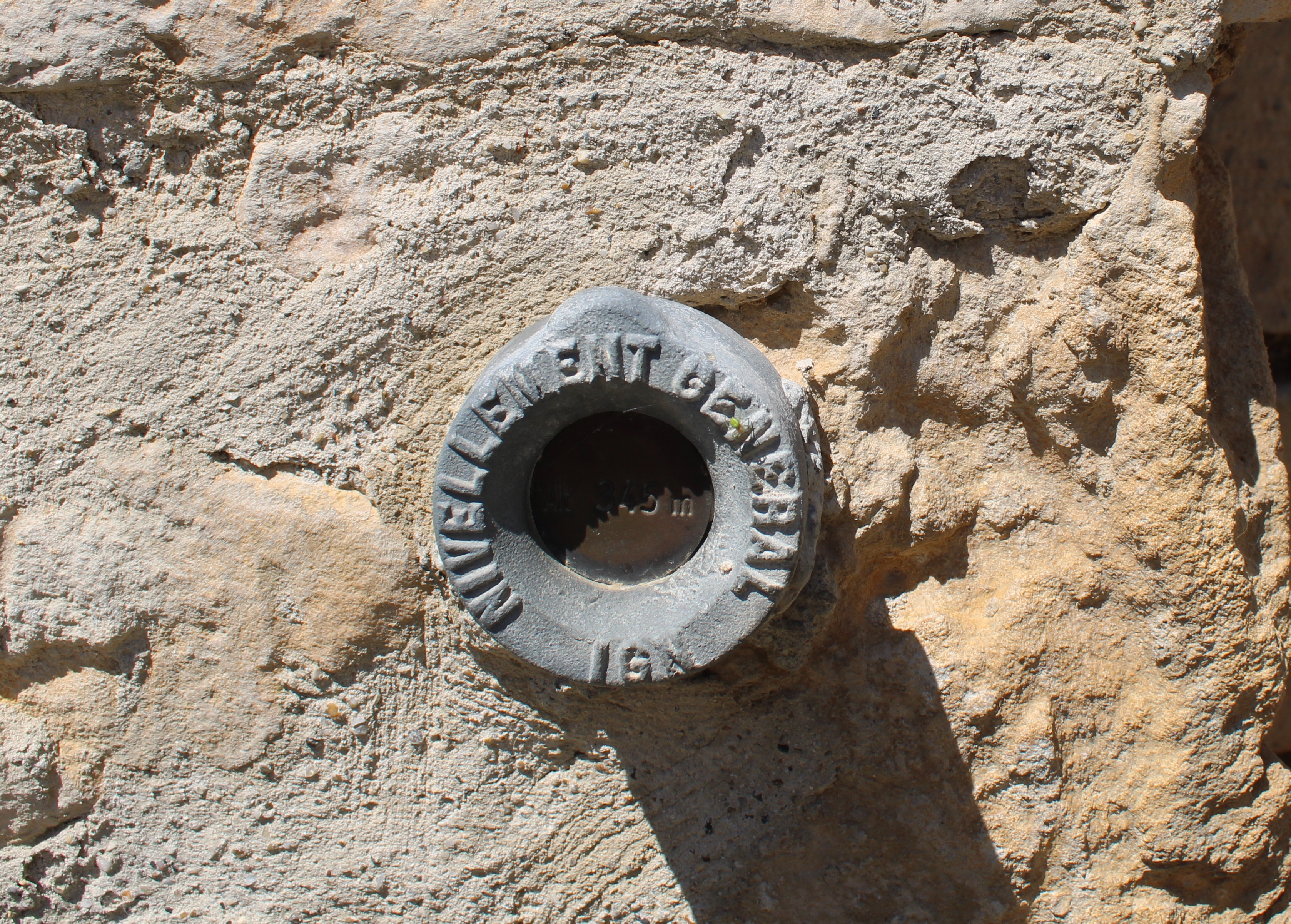
Borne de nivellement sur l'église: altitude 345m.
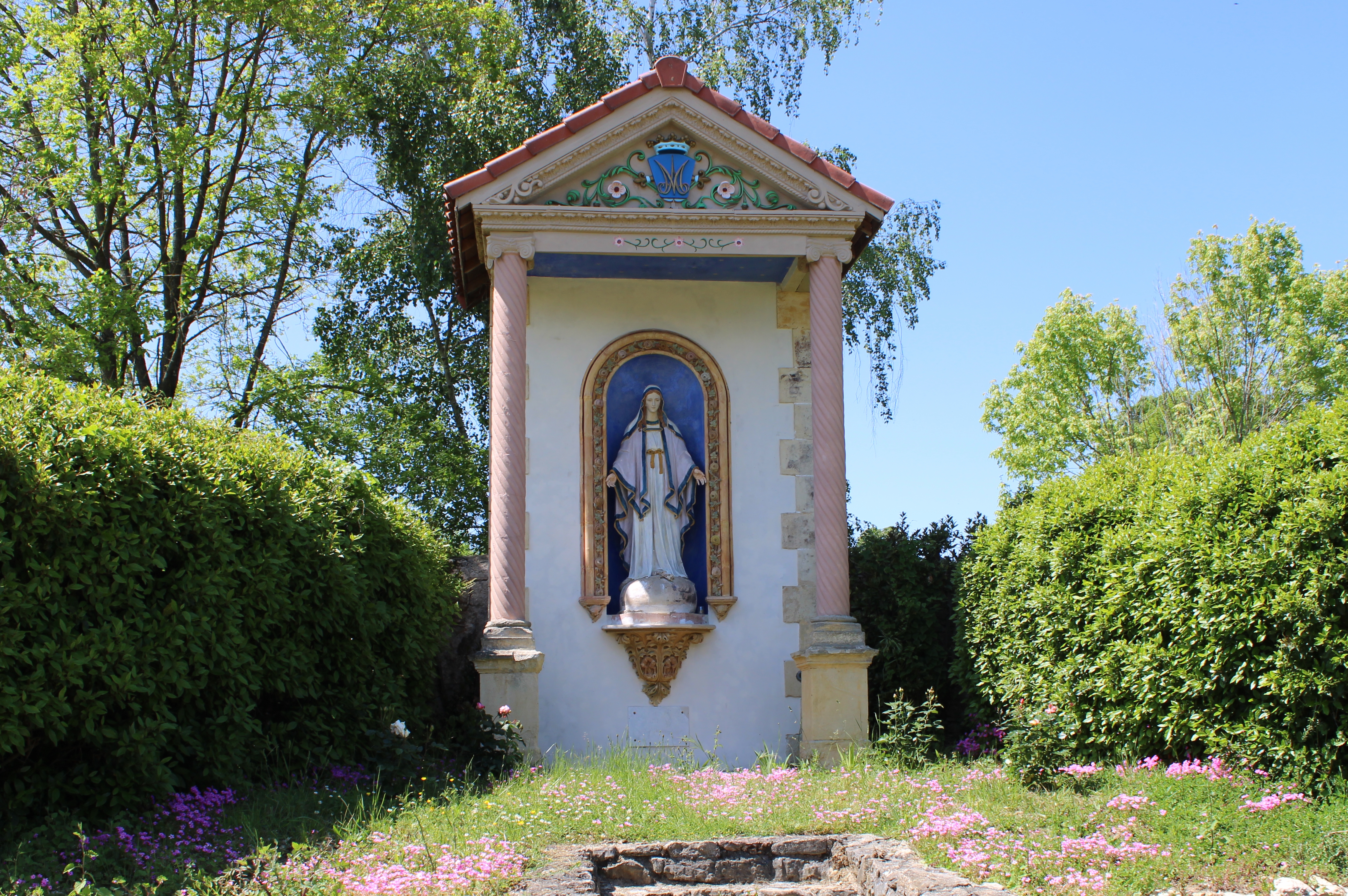
Oratoire.
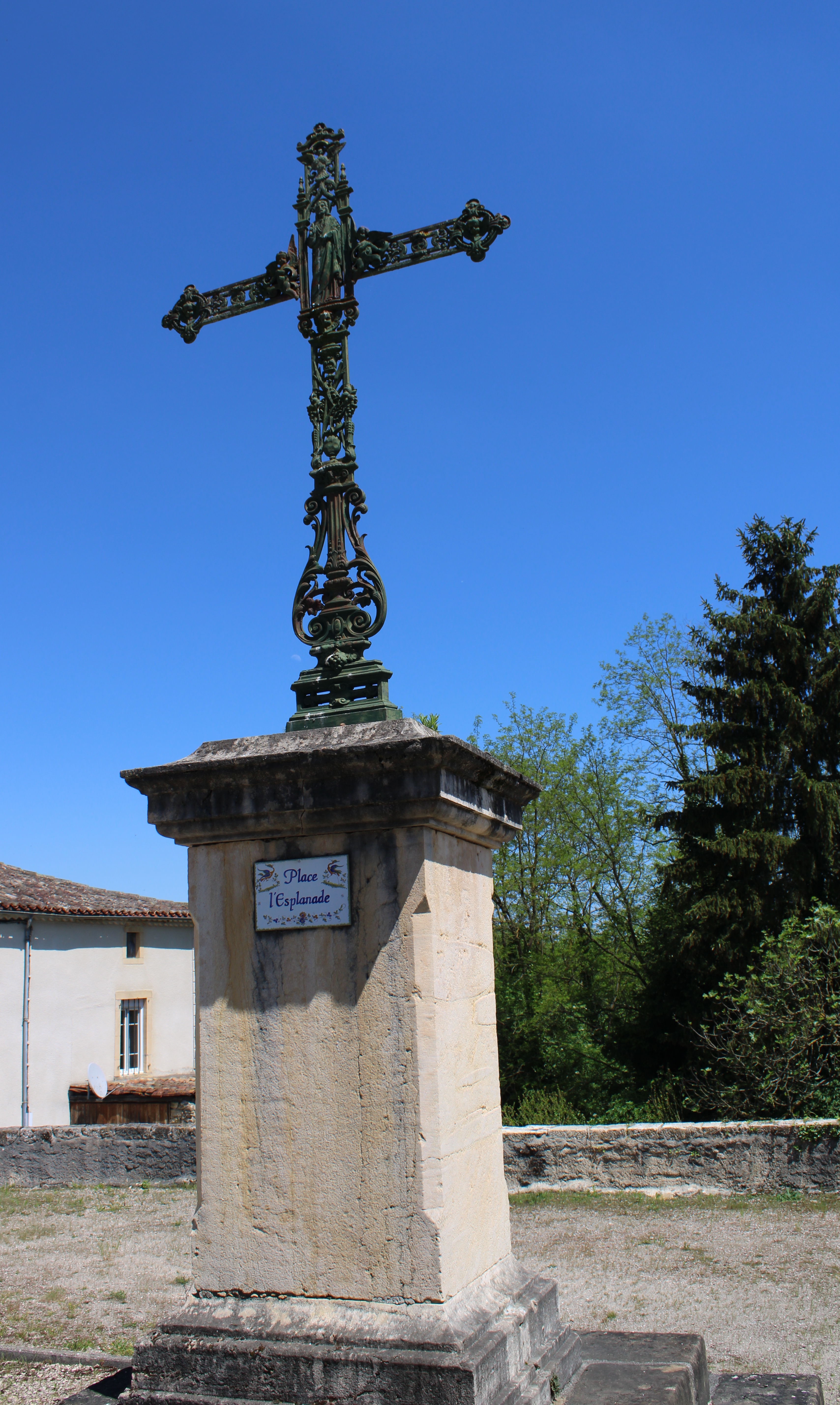
Le calvaire de l'Esplanade.

### Personnalités liées à la commune
- Élisabeth Casteret, femme du spéléologue Norbert Casteret, est originaire de cette commune.

Tous deux sont inhumés au cimetière d'Auzas.

### Héraldique
| Blason de Auzas | Blason  | Écartelé : aux 1er et 4e d'azur à la tour d'or ouverte et ajourée de sable, au 2e d'argent à la croix pattée de gueules, au 3e d'argent au lion de gueules. |
| Blason de Auzas | Détails | Le statut officiel du blason reste à déterminer. |

## Pour approfondir